# Julián dátum
A csillagászati számításoknál használt Julián-dátum a Kr. e. 4713. év első napjától eltelt napok számával és óra-perc-másodperc helyett a nap decimális törtrészeivel adja meg az időpontokat.

## A pontos kezdet (epocha)
Kr. e. 4713. január 1., UTC szerint délben.
- –4712. január 1. 12h 00m 00s UTC.

(Korábban a greenwichi középidőben (GMT), mint egyetemes „világidőben” határozták meg az epochát.)

## Története, indoklása
Az időszámításban az év-hó-nap rendszer szabálytalansága (365-366 napos évek, 28-31 napos hónapok), valamint a nap törtrészeinek 24-es és 60-as váltószámai az időpontok között eltelt időtartam kiszámítását körülményessé teszik.
Joseph Scaliger francia történész 1582-ben javasolta a feltehetően minden (akkor) ismert és megbízhatóan datált történelmi eseményt megelőző kezdetet a történelem-tudomány számolási problémáinak kiküszöbölésére. Így például az időszámításunk kezdetének (az 1. év 1. nap délben) julián-dátuma: 1 721 425,00 JD.
A „julián” megjelölésnek nincs közvetlen köze a julián naptárnak nevet adó Julius Caesarhoz. Scaliger az apja, Julius Scaliger tiszteletére nevezte el így a rendszert, a julián jelentése: „juliusi”.
A Julián-dátumot széleskörűen csak a 19. században kezdték el használni a csillagászok.
A csillagászati évkönyvek és a történészek által használt táblázatok a köznapi naptár minden napjára megadják az aktuális Julián-dátumot. A Scaliger által használt déli kezdet helyett 1925 óta minden időszámítási rendszer a nap kezdetét éjfélben határozza meg. Ezt a fél napi korrekciót a váltás éve utáni időpontoknál figyelembe kell venni.

## A Julián napok naptári megfeleltetése
Az eltelt napok számát Kr. e. 4713. január 1-jétől Kr. u. 1582. október 4-éig a julián naptár napjainak száma adja, 1582. október 15-étől a Gergely-naptár napjainak száma. A julián naptár zavaros éveit (Kr. e. 45 - Kr. u. 8., amikor a szökőéveket nem szabályosan használták; illetve a kibővített i. e. 46-ot, a 445 napos évet) nem veszi figyelembe, és szabályosan számol (tehát Kr. e. 1. - a. u. c. 753. - szökőév). Az 1582. év viszont 355 napos, a többi szabályosan a két naptár szerinti szökőévektől függően 365, illetve 366. Az így kiszámított napok számának összegéből le kell vonni 0,5-et, mert a julián nap kezdete déli 12 óra.

## Számítási példák
- A mohácsi csata (1526. augusztus 29., ~ 15:00) Julián-dátuma:
1560*366+4678*365+(31+28+31+30+31+30+31+28+0,625)-0,5 = 2278670,13 JD.
- Az 1848–49-es forradalom és szabadságharc kitörésének (1848. március 15., kb. 8:00) Julián-dátuma:
1574*366+4720*365+355+64*366+201*365+(31+29+14+0,333)-0,5 = 2396101,83 JD.